# Phường 2, thành phố Vĩnh Long
Phường 2 là một phường cũ thuộc thành phố Vĩnh Long, tỉnh Vĩnh Long, Việt Nam.

## Địa lý
Phường 2 nằm ở phía tây thành phố Vĩnh Long, cách Thành phố Hồ Chí Minh 130 km về phía đông bắc, cách thành phố Cần Thơ 30 km về phía nam, có vị trí địa lý:
- Phía đông giáp Phường 1 và Phường 3
- Phía tây giáp Phường 9
- Phía nam giáp Phường 8
- Phía bắc giáp huyện Long Hồ.

Phường 2 có diện tích 1,52 km², dân số năm 2022 là 13.319 người, mật độ dân số đạt 8.762 người/km².
Phường 2 là một đô thị dịch vụ - thương mại của thành phố Vĩnh Long, và là trung tâm văn hoá - thể thao, hệ thống ngân hàng cấp tỉnh và các trường cao đẳng chuyên nghiệp của Tỉnh và Trung ương.

## Hành chính
Phường 2 được chia thành 7 khóm: 1, 2, 3, 4, 5, 6, 7.

## Lịch sử
Năm 1732, vùng đất Phường 2 hiện nay chưa có định danh cụ thể, mà chỉ là một vùng nhỏ ven thủ phủ của Long Hồ dinh.
Năm 1832, Phường 2 là một phần của các thôn Bình Lữ, Tân Giai, tổng Bình An, huyện Vĩnh Bình, tỉnh Vĩnh Long. Sau Phường 2 là một phần của xã Tân An, Bình Lữ, thuộc tổng Bình An.
Năm 1955 – 1975, Phường 2 vẫn là một phần của Hộ 2, xã Long Châu, quận Châu Thành, tỉnh Vĩnh Long.
Tháng 5 năm 1975 – tháng 4 năm 1976, Phường 2 là một phần của Hộ 2, thị xã Vĩnh Long.
Tháng 5 năm 1976, Phường 2 được thành lập trên cơ sở 3 khóm và đến nay là 7 khóm.
Ngày 28 tháng 9 năm 2024, Ủy ban Thường vụ Quốc hội ban hành Nghị quyết số 1203/NQ-UBTVQH15 về việc sắp xếp đơn vị hành chính cấp xã của tỉnh Vĩnh Long giai đoạn 2023 – 2025 (nghị quyết có hiệu lực từ ngày 1 tháng 11 năm 2024). Theo đó, sáp nhập toàn bộ 1,52 km² diện tích tự nhiên và dân số 13.319 người của Phường 2 vào Phường 1.